# 代米耶尔
代米耶尔，是西班牙卡斯蒂利亚-拉曼恰雷阿尔城省的一个市镇。 总面积438平方公里，总人口17095人（2001年），人口密度39人/平方公里。